# WTA Tour 2004
Il WTA Tour 2004 è iniziato il 5 gennaio con il Mondial Australian Women's Hardcourts 2004 e l'ASB Classic 2004 e si è concluso il 13 novembre con la finale del WTA Tour Championships 2004.
Il WTA Tour è una serie di tornei femminili di tennis 
organizzati dalla WTA. Questa include i tornei del Grande Slam (organizzati in collaborazione con la International Tennis Federation (ITF)), il WTA Tour Championships e i tornei delle categorie Tier I, Tier II, Tier III, Tier IV e Tier V.

## Gennaio
| Settimana  | Torneo                                                                                      | Categoria   | Vincitrici                                                  | Finaliste                           | Semifinaliste                         | Eliminate ai quarti                                                              |
| ---------- | ------------------------------------------------------------------------------------------- | ----------- | ----------------------------------------------------------- | ----------------------------------- | ------------------------------------- | -------------------------------------------------------------------------------- |
| 5 gennaio  | Mondial Australian Women's Hardcourts 2004 Gold Coast, Australia Cemento Singolare - Doppio | Tier III    | Ai Sugiyama 1–6, 6–1, 6–4                                   | Nadia Petrova                       | Samantha Stosur Nathalie Dechy        | Magdalena Maleeva Magüi Serna Svetlana Kuznecova Dinara Safina                   |
| 5 gennaio  | Mondial Australian Women's Hardcourts 2004 Gold Coast, Australia Cemento Singolare - Doppio | Tier III    | Svetlana Kuznecova Elena Lichovceva 6–3, 6–4                | Liezel Huber Magdalena Maleeva      | Samantha Stosur Nathalie Dechy        | Magdalena Maleeva Magüi Serna Svetlana Kuznecova Dinara Safina                   |
| 5 gennaio  | ASB Classic 2004 Auckland, Nuova Zelanda Cemento Singolare - Doppio                         | Tier IV     | Eléni Daniilídou 6–3, 6–2                                   | Ashley Harkleroad                   | Paola Suárez Marion Bartoli           | Kristina Brandi Meilen Tu Shenay Perry Anca Barna                                |
| 5 gennaio  | ASB Classic 2004 Auckland, Nuova Zelanda Cemento Singolare - Doppio                         | Tier IV     | Mervana Jugić-Salkić Jelena Kostanić Tošić 7–6(6), 3–6, 6–1 | Virginia Ruano Pascual Paola Suárez | Paola Suárez Marion Bartoli           | Kristina Brandi Meilen Tu Shenay Perry Anca Barna                                |
| 12 gennaio | Adidas International 2004 Sydney, Australia Cemento Singolare - Doppio                      | Tier II     | Justine Henin-Hardenne 6–4, 6–4                             | Amélie Mauresmo                     | Lindsay Davenport Francesca Schiavone | Chanda Rubin Elena Dement'eva Anastasija Myskina Anna Smashnova                  |
| 12 gennaio | Adidas International 2004 Sydney, Australia Cemento Singolare - Doppio                      | Tier II     | Cara Black Rennae Stubbs 7–5, 3–6, 6–4                      | Dinara Safina Meghann Shaughnessy   | Lindsay Davenport Francesca Schiavone | Chanda Rubin Elena Dement'eva Anastasija Myskina Anna Smashnova                  |
| 12 gennaio | Tasmanian International 2004 Hobart, Australia Cemento Singolare - Doppio                   | Tier V      | Amy Frazier 6–3, 6–3                                        | Shinobu Asagoe                      | Kristina Brandi María Emilia Salerni  | Akiko Morigami Fabiola Zuluaga Maria Elena Camerin Anca Barna                    |
| 12 gennaio | Tasmanian International 2004 Hobart, Australia Cemento Singolare - Doppio                   | Tier V      | Shinobu Asagoe Seiko Okamoto 2–6, 6–4, 6–3                  | Els Callens Barbara Schett          | Kristina Brandi María Emilia Salerni  | Akiko Morigami Fabiola Zuluaga Maria Elena Camerin Anca Barna                    |
| 12 gennaio | Canberra Women's Classic 2004 Canberra, Australia Cemento Singolare - Doppio                | Tier V      | Paola Suárez 3–6, 6–4, 7–6(5)                               | Silvia Farina Elia                  | Julia Vakulenko Karolina Šprem        | María Antonia Sánchez Lorenzo Flavia Pennetta Émilie Loit Arantxa Parra Santonja |
| 12 gennaio | Canberra Women's Classic 2004 Canberra, Australia Cemento Singolare - Doppio                | Tier V      | Jelena Kostanić Tošić Anne Kremer 6–4, 7–6(3)               | Caroline Dhenin Lisa McShea         | Julia Vakulenko Karolina Šprem        | María Antonia Sánchez Lorenzo Flavia Pennetta Émilie Loit Arantxa Parra Santonja |
| 19 gennaio | Australian Open 2004 Melbourne, Australia Cemento Singolare - Doppio - Doppio misto         | Grande Slam | Justine Henin-Hardenne 6–3, 4–6, 6–3                        | Kim Clijsters                       | Fabiola Zuluaga Patty Schnyder        | Lindsay Davenport Amélie Mauresmo Lisa Raymond Anastasija Myskina                |
| 19 gennaio | Australian Open 2004 Melbourne, Australia Cemento Singolare - Doppio - Doppio misto         | Grande Slam | Virginia Ruano Pascual Paola Suárez 6–4, 6–3                | Svetlana Kuznecova Elena Lichovceva | Fabiola Zuluaga Patty Schnyder        | Lindsay Davenport Amélie Mauresmo Lisa Raymond Anastasija Myskina                |
| 19 gennaio | Australian Open 2004 Melbourne, Australia Cemento Singolare - Doppio - Doppio misto         | Grande Slam | Doppio Misto: Nenad Zimonjić Elena Bovina 6–1, 7–6(3)       | Leander Paes Martina Navrátilová    | Fabiola Zuluaga Patty Schnyder        | Lindsay Davenport Amélie Mauresmo Lisa Raymond Anastasija Myskina                |

## Febbraio
| Settimana   | Torneo                                                                                | Categoria | Vincitrici                                       | Finaliste                                      | Semifinaliste                      | Eliminate ai quarti                                                        |
| ----------- | ------------------------------------------------------------------------------------- | --------- | ------------------------------------------------ | ---------------------------------------------- | ---------------------------------- | -------------------------------------------------------------------------- |
| 2 febbraio  | Toray Pan Pacific Open 2004 Tokyo, Giappone Cemento Singolare - Doppio                | Tier I    | Lindsay Davenport 6–4, 6–1                       | Magdalena Maleeva                              | Chanda Rubin Jelena Dokić          | Venus Williams Ai Sugiyama Tat'jana Panova Daniela Hantuchová              |
| 2 febbraio  | Toray Pan Pacific Open 2004 Tokyo, Giappone Cemento Singolare - Doppio                | Tier I    | Cara Black Rennae Stubbs 6–0, 6–1                | Elena Lichovceva Magdalena Maleeva             | Chanda Rubin Jelena Dokić          | Venus Williams Ai Sugiyama Tat'jana Panova Daniela Hantuchová              |
| 9 febbraio  | Open Gaz de France 2004 Parigi, Francia Cemento (indoor) Singolare - Doppio           | Tier II   | Kim Clijsters 6–2, 6–1                           | Mary Pierce                                    | Dinara Safina Tatiana Golovin      | Silvia Farina Elia Francesca Schiavone Elena Bovina Elena Dement'eva       |
| 9 febbraio  | Open Gaz de France 2004 Parigi, Francia Cemento (indoor) Singolare - Doppio           | Tier II   | Barbara Schett Patty Schnyder 6–3, 6–2           | Silvia Farina Elia Francesca Schiavone         | Dinara Safina Tatiana Golovin      | Silvia Farina Elia Francesca Schiavone Elena Bovina Elena Dement'eva       |
| 16 febbraio | Proximus Diamond Games 2004 Anversa, Belgio Cemento (indoor) Singolare - Doppio       | Tier II   | Kim Clijsters 6–3, 6–0                           | Silvia Farina Elia                             | Karolina Šprem Myriam Casanova     | Denisa Chládková Patty Schnyder Klára Koukalová Magdalena Maleeva          |
| 16 febbraio | Proximus Diamond Games 2004 Anversa, Belgio Cemento (indoor) Singolare - Doppio       | Tier II   | Cara Black Els Callens 6–2, 6–1                  | Myriam Casanova Eléni Daniilídou               | Karolina Šprem Myriam Casanova     | Denisa Chládková Patty Schnyder Klára Koukalová Magdalena Maleeva          |
| 16 febbraio | Cellular South Cup 2004 Memphis, USA Cemento (indoor) Singolare - Doppio              | Tier III  | Vera Zvonarëva 4–6, 6–4, 7–5                     | Lisa Raymond                                   | Marija Šarapova Laura Granville    | Gisela Dulko Amy Frazier Kristina Brandi Lindsay Lee-Waters                |
| 16 febbraio | Cellular South Cup 2004 Memphis, USA Cemento (indoor) Singolare - Doppio              | Tier III  | Åsa Svensson Meilen Tu 6–4, 7–6(0)               | Marija Šarapova Vera Zvonarëva                 | Marija Šarapova Laura Granville    | Gisela Dulko Amy Frazier Kristina Brandi Lindsay Lee-Waters                |
| 16 febbraio | Hyderabad Open 2004 Hyderabad, India Cemento Singolare - Doppio                       | Tier IV   | Nicole Pratt 7–6(3), 6–1                         | Marija Kirilenko                               | Tamarine Tanasugarn Marion Bartoli | Angelique Widjaja Zheng Jie Jelena Kostanić Tošić Mervana Jugić-Salkić     |
| 16 febbraio | Hyderabad Open 2004 Hyderabad, India Cemento Singolare - Doppio                       | Tier IV   | Liezel Huber Sania Mirza 7–6(1), 6–4             | Li Ting Sun Tiantian                           | Tamarine Tanasugarn Marion Bartoli | Angelique Widjaja Zheng Jie Jelena Kostanić Tošić Mervana Jugić-Salkić     |
| 23 febbraio | Dubai Tennis Championships 2004 Dubai, Emirati Arabi Uniti Cemento Singolare - Doppio | Tier II   | Justine Henin-Hardenne 7–6(3), 6–3               | Svetlana Kuznecova                             | Meghann Shaughnessy Ai Sugiyama    | Conchita Martínez Anastasija Myskina Eléni Daniilídou Venus Williams       |
| 23 febbraio | Dubai Tennis Championships 2004 Dubai, Emirati Arabi Uniti Cemento Singolare - Doppio | Tier II   | Janette Husárová Conchita Martínez 6–0, 1–6, 6–3 | Svetlana Kuznecova Elena Lichovceva            | Meghann Shaughnessy Ai Sugiyama    | Conchita Martínez Anastasija Myskina Eléni Daniilídou Venus Williams       |
| 23 febbraio | Copa Colsanitas 2004 Bogotà, Colombia Terra rossa Singolare - Doppio                  | Tier III  | Fabiola Zuluaga 3–6, 6–4, 6–2                    | María Antonia Sánchez Lorenzo                  | Ľubomíra Kurhajcová Émilie Loit    | Catalina Castaño Ľudmila Cervanová Lana Popadić Conchita Martínez Granados |
| 23 febbraio | Copa Colsanitas 2004 Bogotà, Colombia Terra rossa Singolare - Doppio                  | Tier III  | Barbara Schwartz Jasmin Wöhr 6–1, 6–3            | Anabel Medina Garrigues Arantxa Parra Santonja | Ľubomíra Kurhajcová Émilie Loit    | Catalina Castaño Ľudmila Cervanová Lana Popadić Conchita Martínez Granados |

## Marzo
| Settimana | Torneo                                                                          | Categoria | Vincitrici                                      | Finaliste                           | Semifinaliste                               | Eliminate ai quarti                                               |
| --------- | ------------------------------------------------------------------------------- | --------- | ----------------------------------------------- | ----------------------------------- | ------------------------------------------- | ----------------------------------------------------------------- |
| 1º marzo  | Qatar Total Open 2004 Doha, Qatar Cemento Singolare - Doppio                    | Tier II   | Anastasija Myskina 4–6, 6–4, 6–4                | Svetlana Kuznecova                  | Justine Henin-Hardenne Jennifer Capriati    | Nathalie Dechy Meghann Shaughnessy Zheng Jie Silvia Farina Elia   |
| 1º marzo  | Qatar Total Open 2004 Doha, Qatar Cemento Singolare - Doppio                    | Tier II   | Svetlana Kuznecova Elena Lichovceva 7–6(4), 6–2 | Janette Husárová Conchita Martínez  | Justine Henin-Hardenne Jennifer Capriati    | Nathalie Dechy Meghann Shaughnessy Zheng Jie Silvia Farina Elia   |
| 1º marzo  | Abierto Mexicano de Tenis 2004 Acapulco, Messico Terra rossa Singolare - Doppio | Tier III  | Iveta Benešová 7–6(5), 6–4                      | Flavia Pennetta                     | Marta Marrero María Antonia Sánchez Lorenzo | Samantha Stosur Émilie Loit Julia Vakulenko Nicole Vaidišová      |
| 1º marzo  | Abierto Mexicano de Tenis 2004 Acapulco, Messico Terra rossa Singolare - Doppio | Tier III  | Lisa McShea Milagros Sequera 2–6, 7–6(5), 6–4   | Olga Blahotová Gabriela Navrátilová | Marta Marrero María Antonia Sánchez Lorenzo | Samantha Stosur Émilie Loit Julia Vakulenko Nicole Vaidišová      |
| 8 marzo   | Indian Wells Open 2004 Indian Wells, USA Cemento Singolare - Doppio             | Tier I    | Justine Henin-Hardenne 6–1, 6–4                 | Lindsay Davenport                   | Anastasija Myskina Nathalie Dechy           | Svetlana Kuznecova Conchita Martínez Gisela Dulko Fabiola Zuluaga |
| 8 marzo   | Indian Wells Open 2004 Indian Wells, USA Cemento Singolare - Doppio             | Tier I    | Virginia Ruano Pascual Paola Suárez 6–1, 6–2    | Svetlana Kuznecova Elena Lichovceva | Anastasija Myskina Nathalie Dechy           | Svetlana Kuznecova Conchita Martínez Gisela Dulko Fabiola Zuluaga |
| 22 marzo  | NASDAQ-100 Open 2004 Miami, USA Cemento Singolare - Doppio                      | Tier I    | Serena Williams 6–1, 6–1                        | Elena Dement'eva                    | Eléni Daniilídou Nadia Petrova              | Jill Craybas Karolina Šprem Nathalie Dechy Venus Williams         |
| 22 marzo  | NASDAQ-100 Open 2004 Miami, USA Cemento Singolare - Doppio                      | Tier I    | Nadia Petrova Meghann Shaughnessy 6–2, 6–3      | Svetlana Kuznecova Elena Lichovceva | Eléni Daniilídou Nadia Petrova              | Jill Craybas Karolina Šprem Nathalie Dechy Venus Williams         |

## Aprile
| Settimana | Torneo                                                                               | Categoria | Vincitrici                                           | Finaliste                           | Semifinaliste                        | Eliminate ai quarti                                                     |
| --------- | ------------------------------------------------------------------------------------ | --------- | ---------------------------------------------------- | ----------------------------------- | ------------------------------------ | ----------------------------------------------------------------------- |
| 5 aprile  | Bausch & Lomb Championships 2004 Amelia Island, USA Terra verde Singolare - Doppio   | Tier II   | Lindsay Davenport 6–4, 6–4                           | Amélie Mauresmo                     | Justine Henin-Hardenne Nadia Petrova | Vera Zvonarëva Silvia Farina Elia Paola Suárez Serena Williams          |
| 5 aprile  | Bausch & Lomb Championships 2004 Amelia Island, USA Terra verde Singolare - Doppio   | Tier II   | Nadia Petrova Meghann Shaughnessy 3–6, 6–2, 7–5      | Myriam Casanova Alicia Molik        | Justine Henin-Hardenne Nadia Petrova | Vera Zvonarëva Silvia Farina Elia Paola Suárez Serena Williams          |
| 5 aprile  | Grand Prix SAR La Princesse Lalla Meryem 2004 Casablanca, Marocco Singolare - Doppio | Tier V    | Émilie Loit 6–2, 6–2                                 | Ľudmila Cervanová                   | Rita Grande Klára Koukalová          | Marta Marrero Ľubomíra Kurhajcová Marta Domachowska Maria Elena Camerin |
| 5 aprile  | Grand Prix SAR La Princesse Lalla Meryem 2004 Casablanca, Marocco Singolare - Doppio | Tier V    | Marion Bartoli Émilie Loit 6–4, 6–2                  | Els Callens Katarina Srebotnik      | Rita Grande Klára Koukalová          | Marta Marrero Ľubomíra Kurhajcová Marta Domachowska Maria Elena Camerin |
| 12 aprile | Family Circle Cup 2004 Charleston, USA Terra verde Singolare - Doppio                | Tier I    | Venus Williams 2–6, 6–2, 6–1                         | Conchita Martínez                   | Jelena Kostanić Tošić Patty Schnyder | Petra Mandula Vera Zvonarëva Lindsay Davenport Nadia Petrova            |
| 12 aprile | Family Circle Cup 2004 Charleston, USA Terra verde Singolare - Doppio                | Tier I    | Virginia Ruano Pascual Paola Suárez 6–4, 6–1         | Martina Navrátilová Lisa Raymond    | Jelena Kostanić Tošić Patty Schnyder | Petra Mandula Vera Zvonarëva Lindsay Davenport Nadia Petrova            |
| 12 aprile | Estoril Open 2004 Oeiras, Portogallo Terra rossa Singolare - Doppio                  | Tier V    | Émilie Loit 7–5, 7–6(1)                              | Iveta Benešová                      | Marta Marrero Stéphanie Cohen-Aloro  | Barbara Schett Klára Koukalová Denisa Chládková Martina Suchá           |
| 12 aprile | Estoril Open 2004 Oeiras, Portogallo Terra rossa Singolare - Doppio                  | Tier V    | Emmanuelle Gagliardi Janette Husárová 6–3, 6–2       | Olga Blahotová Gabriela Navrátilová | Marta Marrero Stéphanie Cohen-Aloro  | Barbara Schett Klára Koukalová Denisa Chládková Martina Suchá           |
| 26 aprile | Warsaw Open 2004 Varsavia, Polonia Terra rossa Singolare - Doppio                    | Tier II   | Venus Williams 6–1, 6–4                              | Svetlana Kuznecova                  | Francesca Schiavone Vera Zvonarëva   | Amélie Mauresmo Silvia Farina Elia Anna Smashnova Magdalena Maleeva     |
| 26 aprile | Warsaw Open 2004 Varsavia, Polonia Terra rossa Singolare - Doppio                    | Tier II   | Silvia Farina Elia Francesca Schiavone 3–6, 6–2, 6–1 | Gisela Dulko Patricia Tarabini      | Francesca Schiavone Vera Zvonarëva   | Amélie Mauresmo Silvia Farina Elia Anna Smashnova Magdalena Maleeva     |
| 26 aprile | Tippmix Budapest Grand Prix 2004 Budapest, Ungheria Terra rossa Singolare - Doppio   | Tier V    | Jelena Janković 7–6(4), 6–3                          | Martina Suchá                       | Flavia Pennetta Iveta Benešová       | Sanda Mamić Ľudmila Cervanová Anikó Kapros Petra Mandula                |
| 26 aprile | Tippmix Budapest Grand Prix 2004 Budapest, Ungheria Terra rossa Singolare - Doppio   | Tier V    | Petra Mandula Barbara Schett 6–3, 6–2                | Virág Németh Ágnes Szávay           | Flavia Pennetta Iveta Benešová       | Sanda Mamić Ľudmila Cervanová Anikó Kapros Petra Mandula                |

## Maggio
| Settimana | Torneo                                                                      | Categoria   | Vincitrici                                             | Finaliste                           | Semifinaliste                     | Eliminate ai quarti                                                        |
| --------- | --------------------------------------------------------------------------- | ----------- | ------------------------------------------------------ | ----------------------------------- | --------------------------------- | -------------------------------------------------------------------------- |
| 3 maggio  | WTA German Open 2004 Berlino, Germania Terra rossa Singolare - Doppio       | Tier I      | Amélie Mauresmo Walkover                               | Venus Williams                      | Karolina Šprem Jennifer Capriati  | Fabiola Zuluaga Paola Suárez Svetlana Kuznecova Anastasija Myskina         |
| 3 maggio  | WTA German Open 2004 Berlino, Germania Terra rossa Singolare - Doppio       | Tier I      | Nadia Petrova Meghann Shaughnessy 6–2, 2–6, 6–1        | Janette Husárová Conchita Martínez  | Karolina Šprem Jennifer Capriati  | Fabiola Zuluaga Paola Suárez Svetlana Kuznecova Anastasija Myskina         |
| 10 maggio | Internazionali d'Italia 2004 Roma, Italia Terra rossa Singolare - Doppio    | Tier I      | Amélie Mauresmo 3–6, 6–3, 7–6(6)                       | Jennifer Capriati                   | Serena Williams Vera Zvonarëva    | Svetlana Kuznecova Anna Smashnova Francesca Schiavone Silvia Farina Elia   |
| 10 maggio | Internazionali d'Italia 2004 Roma, Italia Terra rossa Singolare - Doppio    | Tier I      | Nadia Petrova Meghann Shaughnessy 2–6, 6–3, 6–3        | Virginia Ruano Pascual Paola Suárez | Serena Williams Vera Zvonarëva    | Svetlana Kuznecova Anna Smashnova Francesca Schiavone Silvia Farina Elia   |
| 17 maggio | Internationaux de Strasbourg 2004 Strasburgo, Francia Singolare - Doppio    | Tier III    | Claudine Schaul 2–6, 6–0, 6–3                          | Lindsay Davenport                   | Silvia Farina Elia Émilie Loit    | Katarina Srebotnik Milagros Sequera Barbora Záhlavová-Strýcová Ai Sugiyama |
| 17 maggio | Internationaux de Strasbourg 2004 Strasburgo, Francia Singolare - Doppio    | Tier III    | Lisa McShea Milagros Sequera 6–4, 6–1                  | Tina Križan Katarina Srebotnik      | Silvia Farina Elia Émilie Loit    | Katarina Srebotnik Milagros Sequera Barbora Záhlavová-Strýcová Ai Sugiyama |
| 17 maggio | WTA Austrian Open 2004 Vienna, Austria Terra rossa Singolare - Doppio       | Tier III    | Anna Smashnova 6–2, 3–6, 6–2                           | Alicia Molik                        | Jelena Kostanić Tošić Amy Frazier | Alina Židkova Marlene Weingärtner Ľubomíra Kurhajcová Magüi Serna          |
| 17 maggio | WTA Austrian Open 2004 Vienna, Austria Terra rossa Singolare - Doppio       | Tier III    | Martina Navrátilová Lisa Raymond 6–2, 7–5              | Cara Black Rennae Stubbs            | Jelena Kostanić Tošić Amy Frazier | Alina Židkova Marlene Weingärtner Ľubomíra Kurhajcová Magüi Serna          |
| 24 maggio | Open di Francia 2004 Parigi, Francia Terra rossa Singolare - Doppio - Misto | Grande Slam | Anastasija Myskina 6–1, 6–2                            | Elena Dement'eva                    | Paola Suárez Jennifer Capriati    | Marija Šarapova Amélie Mauresmo Venus Williams Serena Williams             |
| 24 maggio | Open di Francia 2004 Parigi, Francia Terra rossa Singolare - Doppio - Misto | Grande Slam | Virginia Ruano Pascual Paola Suárez 6–0, 6–3           | Svetlana Kuznecova Elena Lichovceva | Paola Suárez Jennifer Capriati    | Marija Šarapova Amélie Mauresmo Venus Williams Serena Williams             |
| 24 maggio | Open di Francia 2004 Parigi, Francia Terra rossa Singolare - Doppio - Misto | Grande Slam | Doppio Misto: Richard Gasquet Tatiana Golovin 6–3, 6–4 | Wayne Black Cara Black              | Paola Suárez Jennifer Capriati    | Marija Šarapova Amélie Mauresmo Venus Williams Serena Williams             |

## Giugno
| Settimana | Torneo                                                                                    | Categoria   | Vincitrici                                            | Finaliste                             | Semifinaliste                              | Eliminate ai quarti                                                     |
| --------- | ----------------------------------------------------------------------------------------- | ----------- | ----------------------------------------------------- | ------------------------------------- | ------------------------------------------ | ----------------------------------------------------------------------- |
| 7 giugno  | DFS Classic 2004 Birmingham, Gran Bretagna Erba Singolare - Doppio                        | Tier III    | Marija Šarapova 4–6, 6–2, 6–1                         | Tatiana Golovin                       | Émilie Loit Patty Schnyder                 | Anne Kremer Tamarine Tanasugarn Alicia Molik Saori Obata                |
| 7 giugno  | DFS Classic 2004 Birmingham, Gran Bretagna Erba Singolare - Doppio                        | Tier III    | Marija Kirilenko Marija Šarapova 6–2, 6–1             | Lisa McShea Milagros Sequera          | Émilie Loit Patty Schnyder                 | Anne Kremer Tamarine Tanasugarn Alicia Molik Saori Obata                |
| 14 giugno | International Women's Open 2004 Eastbourne, Gran Bretagna Erba Singolare - Doppio         | Tier II     | Svetlana Kuznecova 2–6, 7–6(2), 6–4                   | Daniela Hantuchová                    | Amélie Mauresmo Vera Zvonarëva             | Magdalena Maleeva Ai Sugiyama María Antonia Sánchez Lorenzo Tina Pisnik |
| 14 giugno | International Women's Open 2004 Eastbourne, Gran Bretagna Erba Singolare - Doppio         | Tier II     | Alicia Molik Magüi Serna 6–4, 6–4                     | Svetlana Kuznecova Elena Lichovceva   | Amélie Mauresmo Vera Zvonarëva             | Magdalena Maleeva Ai Sugiyama María Antonia Sánchez Lorenzo Tina Pisnik |
| 14 giugno | Ordina Open 2004 's-Hertogenbosch, Paesi Bassi Erba Singolare - Doppio                    | Tier III    | Mary Pierce 7–6(6), 6–2                               | Klára Koukalová                       | Lina Krasnoruckaja Anabel Medina Garrigues | Jelena Janković Anne Kremer Barbara Schett Claudine Schaul              |
| 14 giugno | Ordina Open 2004 's-Hertogenbosch, Paesi Bassi Erba Singolare - Doppio                    | Tier III    | Lisa McShea Milagros Sequera 7–6(3), 6–3              | Jelena Kostanić Tošić Claudine Schaul | Lina Krasnoruckaja Anabel Medina Garrigues | Jelena Janković Anne Kremer Barbara Schett Claudine Schaul              |
| 21 giugno | Torneo di Wimbledon 2004 Wimbledon, Londra, Gran Bretagna Erba Singolare - Doppio - Misto | Grande Slam | Marija Šarapova 6–1, 6–4                              | Serena Williams                       | Amélie Mauresmo Lindsay Davenport          | Jennifer Capriati Paola Suárez Karolina Šprem Ai Sugiyama               |
| 21 giugno | Torneo di Wimbledon 2004 Wimbledon, Londra, Gran Bretagna Erba Singolare - Doppio - Misto | Grande Slam | Cara Black Rennae Stubbs 6–3, 7–6(5)                  | Liezel Huber Ai Sugiyama              | Amélie Mauresmo Lindsay Davenport          | Jennifer Capriati Paola Suárez Karolina Šprem Ai Sugiyama               |
| 21 giugno | Torneo di Wimbledon 2004 Wimbledon, Londra, Gran Bretagna Erba Singolare - Doppio - Misto | Grande Slam | Doppio Misto: Wayne Black Cara Black 3–6, 7–6(8), 6–4 | Todd Woodbridge Alicia Molik          | Amélie Mauresmo Lindsay Davenport          | Jennifer Capriati Paola Suárez Karolina Šprem Ai Sugiyama               |

## Luglio
| Settimana | Torneo                                                                                  | Categoria | Vincitrici                                                  | Finaliste                                | Semifinaliste                       | Eliminate ai quarti                                                           |
| --------- | --------------------------------------------------------------------------------------- | --------- | ----------------------------------------------------------- | ---------------------------------------- | ----------------------------------- | ----------------------------------------------------------------------------- |
| 12 luglio | Bank of the West Classic 2004 Stanford, USA Cemento Singolare - Doppio                  | Tier II   | Lindsay Davenport 7–6(4), 5–7, 7–6(4)                       | Venus Williams                           | Amy Frazier María Vento-Kabchi      | Anna Smashnova Patty Schnyder Francesca Schiavone Mashona Washington          |
| 12 luglio | Bank of the West Classic 2004 Stanford, USA Cemento Singolare - Doppio                  | Tier II   | Eléni Daniilídou Nicole Pratt 6–2, 6–4                      | Iveta Benešová Claudine Schaul           | Amy Frazier María Vento-Kabchi      | Anna Smashnova Patty Schnyder Francesca Schiavone Mashona Washington          |
| 19 luglio | East West Bank Classic 2004 Los Angeles, USA Cemento Singolare - Doppio                 | Tier II   | Lindsay Davenport 6–1, 6–3                                  | Serena Williams                          | Elena Dement'eva Venus Williams     | Vera Zvonarëva Svetlana Kuznecova Nadia Petrova Francesca Schiavone           |
| 19 luglio | East West Bank Classic 2004 Los Angeles, USA Cemento Singolare - Doppio                 | Tier II   | Nadia Petrova Meghann Shaughnessy 6(2)–7, 6–4, 6–3          | Conchita Martínez Virginia Ruano Pascual | Elena Dement'eva Venus Williams     | Vera Zvonarëva Svetlana Kuznecova Nadia Petrova Francesca Schiavone           |
| 19 luglio | Internazionali Femminili di Palermo 2004 Palermo, Italia Terra rossa Singolare - Doppio | Tier V    | Anabel Medina Garrigues 6–4, 6–4                            | Flavia Pennetta                          | Katarina Srebotnik Denisa Chládková | Klára Koukalová Ľudmila Cervanová Antonella Serra Zanetti Anna-Lena Grönefeld |
| 19 luglio | Internazionali Femminili di Palermo 2004 Palermo, Italia Terra rossa Singolare - Doppio | Tier V    | Anabel Medina Garrigues Arantxa Sánchez Vicario 6–3, 7–6(4) | Ľubomíra Kurhajcová Henrieta Nagyová     | Katarina Srebotnik Denisa Chládková | Klára Koukalová Ľudmila Cervanová Antonella Serra Zanetti Anna-Lena Grönefeld |
| 26 luglio | Acura Classic 2004 San Diego, Stati Uniti Cemento Singolare - Doppio                    | Tier I    | Lindsay Davenport 6–1, 6–1                                  | Anastasija Myskina                       | Vera Zvonarëva Elena Dement'eva     | Serena Williams Marija Šarapova Ai Sugiyama Amy Frazier                       |
| 26 luglio | Acura Classic 2004 San Diego, Stati Uniti Cemento Singolare - Doppio                    | Tier I    | Cara Black Rennae Stubbs 4–6, 6–1, 6–4                      | Virginia Ruano Pascual Paola Suárez      | Vera Zvonarëva Elena Dement'eva     | Serena Williams Marija Šarapova Ai Sugiyama Amy Frazier                       |

## Agosto
| Settimana | Torneo                                                                          | Categoria   | Vincitrici                                         | Finaliste                                | Semifinaliste                            | Eliminate ai quarti                                                     |
| --------- | ------------------------------------------------------------------------------- | ----------- | -------------------------------------------------- | ---------------------------------------- | ---------------------------------------- | ----------------------------------------------------------------------- |
| 2 agosto  | Canada Masters 2004 Montréal, Canada Cemento Singolare - Doppio                 | Tier I      | Amélie Mauresmo 6–1, 6–0                           | Elena Lichovceva                         | Anastasija Myskina Vera Zvonarëva        | Magdalena Maleeva Jennifer Capriati Tatiana Golovin Karolina Šprem      |
| 2 agosto  | Canada Masters 2004 Montréal, Canada Cemento Singolare - Doppio                 | Tier I      | Shinobu Asagoe Ai Sugiyama 6–0, 6–3                | Liezel Huber Tamarine Tanasugarn         | Anastasija Myskina Vera Zvonarëva        | Magdalena Maleeva Jennifer Capriati Tatiana Golovin Karolina Šprem      |
| 2 agosto  | Nordea Nordic Light Open 2004 Stoccolma, Svezia Cemento Singolare - Doppio      | Tier IV     | Alicia Molik 6–1, 6–1                              | Tetjana Perebyjnis                       | Sandra Kleinová Silvia Farina Elia       | Henrieta Nagyová Maria Elena Camerin Denisa Chládková Séverine Brémond  |
| 2 agosto  | Nordea Nordic Light Open 2004 Stoccolma, Svezia Cemento Singolare - Doppio      | Tier IV     | Alicia Molik Barbara Schett 6–3, 6–3               | Emmanuelle Gagliardi Anna-Lena Grönefeld | Sandra Kleinová Silvia Farina Elia       | Henrieta Nagyová Maria Elena Camerin Denisa Chládková Séverine Brémond  |
| 9 agosto  | Orange Prokom Open 2004 Sopot, Polonia Terra rossa Singolare - Doppio           | Tier III    | Flavia Pennetta 7–5, 3–6, 6–3                      | Klára Koukalová                          | Anastasija Myskina Marta Domachowska     | Iveta Benešová Ľubomíra Kurhajcová Nuria Llagostera Vives Marta Marrero |
| 9 agosto  | Orange Prokom Open 2004 Sopot, Polonia Terra rossa Singolare - Doppio           | Tier III    | Nuria Llagostera Vives Marta Marrero 6–4, 6–3      | Klaudia Jans-Ignacik Alicja Rosolska     | Anastasija Myskina Marta Domachowska     | Iveta Benešová Ľubomíra Kurhajcová Nuria Llagostera Vives Marta Marrero |
| 9 agosto  | Odlum Brown Vancouver Open 2004 Vancouver, Canada Cemento Singolare - Doppio    | Tier V      | Nicole Vaidišová 2–6, 6–4, 6–2                     | Laura Granville                          | Camille Pin Alina Židkova                | Sesil Karatančeva Lindsay Lee-Waters Rita Grande Milagros Sequera       |
| 9 agosto  | Odlum Brown Vancouver Open 2004 Vancouver, Canada Cemento Singolare - Doppio    | Tier V      | Bethanie Mattek Abigail Spears 6–3, 6–3            | Els Callens Anna-Lena Grönefeld          | Camille Pin Alina Židkova                | Sesil Karatančeva Lindsay Lee-Waters Rita Grande Milagros Sequera       |
| 16 agosto | Tennis ai Giochi della XXVIII Olimpiade Atene, Grecia                           | Olimpiadi   | Justine Henin-Hardenne 6–3, 6–3                    | Amélie Mauresmo                          | Anastasija Myskina Alicia Molik          | Mary Pierce Francesca Schiavone Ai Sugiyama Svetlana Kuznecova          |
| 16 agosto | Tennis ai Giochi della XXVIII Olimpiade Atene, Grecia                           | Olimpiadi   | Li Ting Sun Tiantian 6–3, 6–3                      | Conchita Martínez Virginia Ruano Pascual | Anastasija Myskina Alicia Molik          | Mary Pierce Francesca Schiavone Ai Sugiyama Svetlana Kuznecova          |
| 16 agosto | Cincinnati Masters 2004 Cincinnati, Stati Uniti Cemento Singolare - Doppio      | Tier III    | Lindsay Davenport 6–3, 6–2                         | Vera Zvonarëva                           | Marion Bartoli Amy Frazier               | Flavia Pennetta Laura Granville Selima Sfar Peng Shuai                  |
| 16 agosto | Cincinnati Masters 2004 Cincinnati, Stati Uniti Cemento Singolare - Doppio      | Tier III    | Jill Craybas Marlene Weingärtner 7–5, 7–6(2)       | Emmanuelle Gagliardi Anna-Lena Grönefeld | Marion Bartoli Amy Frazier               | Flavia Pennetta Laura Granville Selima Sfar Peng Shuai                  |
| 23 agosto | Pilot Pen Tennis 2004 New Haven, USA Cemento Singolare - Doppio                 | Tier II     | Elena Bovina 6–2, 2–6, 7–5                         | Nathalie Dechy                           | Lisa Raymond Elena Dement'eva            | Daniela Hantuchová Jennifer Capriati Mashona Washington Jelena Janković |
| 23 agosto | Pilot Pen Tennis 2004 New Haven, USA Cemento Singolare - Doppio                 | Tier II     | Nadia Petrova Meghann Shaughnessy 6–1, 1–6, 7–6(4) | Martina Navrátilová Lisa Raymond         | Lisa Raymond Elena Dement'eva            | Daniela Hantuchová Jennifer Capriati Mashona Washington Jelena Janković |
| 23 agosto | Forest Hills Tennis Classic 2004 Forest Hills, USA Cemento Singolare            | Tier V      | Elena Lichovceva 6–2, 6–2                          | Iveta Benešová                           | Anabel Medina Garrigues Kirsten Flipkens | Marion Bartoli Kristina Brandi Katarina Srebotnik Émilie Loit           |
| 30 agosto | US Open 2004 Flushing Meadows, New York, USA Cemento Singolare - Doppio - Misto | Grande Slam | Svetlana Kuznecova 6–3, 7–5                        | Elena Dement'eva                         | Lindsay Davenport Jennifer Capriati      | Nadia Petrova Shinobu Asagoe Serena Williams Amélie Mauresmo            |
| 30 agosto | US Open 2004 Flushing Meadows, New York, USA Cemento Singolare - Doppio - Misto | Grande Slam | Virginia Ruano Pascual Paola Suárez 6–4, 7–5       | Svetlana Kuznecova Elena Lichovceva      | Lindsay Davenport Jennifer Capriati      | Nadia Petrova Shinobu Asagoe Serena Williams Amélie Mauresmo            |
| 30 agosto | US Open 2004 Flushing Meadows, New York, USA Cemento Singolare - Doppio - Misto | Grande Slam | Doppio Misto: Bob Bryan Vera Zvonarëva 6–3, 6–4    | Todd Woodbridge Alicia Molik             | Lindsay Davenport Jennifer Capriati      | Nadia Petrova Shinobu Asagoe Serena Williams Amélie Mauresmo            |

## Settembre
| Settimana    | Torneo                                                                            | Categoria | Vincitrici                                  | Finaliste                                  | Semifinaliste                      | Eliminate ai quarti                                                           |
| ------------ | --------------------------------------------------------------------------------- | --------- | ------------------------------------------- | ------------------------------------------ | ---------------------------------- | ----------------------------------------------------------------------------- |
| 13 settembre | Commonwealth Bank Tennis Classic 2004 Bali, Indonesia Cemento Singolare - Doppio  | Tier III  | Svetlana Kuznecova 6–1, 6–4                 | Marlene Weingärtner                        | Maria Elena Camerin Nadia Petrova  | Gisela Dulko Cho Yoon-jeong Tathiana Garbin Angelique Widjaja                 |
| 13 settembre | Commonwealth Bank Tennis Classic 2004 Bali, Indonesia Cemento Singolare - Doppio  | Tier III  | Anastasija Myskina Ai Sugiyama 6–3, 7–5     | Svetlana Kuznecova Arantxa Sánchez Vicario | Maria Elena Camerin Nadia Petrova  | Gisela Dulko Cho Yoon-jeong Tathiana Garbin Angelique Widjaja                 |
| 20 settembre | China Open 2004 Pechino, Cina Cemento Singolare - Doppio                          | Tier II   | Serena Williams 4–6, 7–5, 6–4               | Svetlana Kuznecova                         | Vera Zvonarëva Marija Šarapova     | Nadia Petrova Anabel Medina Garrigues Jelena Janković Gisela Dulko            |
| 20 settembre | China Open 2004 Pechino, Cina Cemento Singolare - Doppio                          | Tier II   | Emmanuelle Gagliardi Dinara Safina 6–4, 6–4 | Gisela Dulko María Vento-Kabchi            | Vera Zvonarëva Marija Šarapova     | Nadia Petrova Anabel Medina Garrigues Jelena Janković Gisela Dulko            |
| 27 settembre | Gaz de France Stars 2004 Hasselt, Belgio Cemento (indoor) Singolare - Doppio      | Tier III  | Elena Dement'eva 0–6, 6–0, 6–4              | Elena Bovina                               | Maria Elena Camerin Kim Clijsters  | Denisa Chládková Virginia Ruano Pascual Francesca Schiavone Magdalena Maleeva |
| 27 settembre | Gaz de France Stars 2004 Hasselt, Belgio Cemento (indoor) Singolare - Doppio      | Tier III  | Jennifer Russell Mara Santangelo 6–3, 7–5   | Nuria Llagostera Vives Marta Marrero       | Maria Elena Camerin Kim Clijsters  | Denisa Chládková Virginia Ruano Pascual Francesca Schiavone Magdalena Maleeva |
| 27 settembre | Guangzhou International Women's Open 2004 Canton, Cina Cemento Singolare - Doppio | Tier III  | Li Na 6–3, 6–4                              | Martina Suchá                              | Barbora Záhlavová-Strýcová Li Ting | Dinara Safina Tamarine Tanasugarn Peng Shuai Kristina Brandi                  |
| 27 settembre | Guangzhou International Women's Open 2004 Canton, Cina Cemento Singolare - Doppio | Tier III  | Li Ting Sun Tiantian 6–4, 6–1               | Yang Shu-jing Yu Ying                      | Barbora Záhlavová-Strýcová Li Ting | Dinara Safina Tamarine Tanasugarn Peng Shuai Kristina Brandi                  |
| 27 settembre | Hansol Korea Open 2004 Seul, Corea del Sud Cemento Singolare - Doppio             | Tier IV   | Marija Šarapova 6–1, 6–1                    | Marta Domachowska                          | Anne Kremer Abigail Spears         | Samantha Stosur Sanda Mamić Silvija Talaja Shahar Peer                        |
| 27 settembre | Hansol Korea Open 2004 Seul, Corea del Sud Cemento Singolare - Doppio             | Tier IV   | Cho Yoon-jeong Jeon Mi-ra 6–3, 1–6, 7–5     | Chuang Chia-jung Hsieh Su-wei              | Anne Kremer Abigail Spears         | Samantha Stosur Sanda Mamić Silvija Talaja Shahar Peer                        |

## Ottobre
| Settimana  | Torneo                                                                                            | Categoria | Vincitrici                                                  | Finaliste                           | Semifinaliste                              | Eliminate ai quarti                                                       |
| ---------- | ------------------------------------------------------------------------------------------------- | --------- | ----------------------------------------------------------- | ----------------------------------- | ------------------------------------------ | ------------------------------------------------------------------------- |
| 4 ottobre  | Porsche Tennis Grand Prix 2004 Filderstadt, Germania Cemento (indoor) Singolare - Doppio          | Tier II   | Lindsay Davenport 6–2 rit.                                  | Amélie Mauresmo                     | Svetlana Kuznecova Anastasija Myskina      | Lisa Raymond Fabiola Zuluaga Elena Lichovceva Jelena Janković             |
| 4 ottobre  | Porsche Tennis Grand Prix 2004 Filderstadt, Germania Cemento (indoor) Singolare - Doppio          | Tier II   | Cara Black Rennae Stubbs 6–3, 6–2                           | Anna-Lena Grönefeld Julia Schruff   | Svetlana Kuznecova Anastasija Myskina      | Lisa Raymond Fabiola Zuluaga Elena Lichovceva Jelena Janković             |
| 4 ottobre  | Japan Open Tennis Championships 2004 Tokyo, Giappone Cemento Singolare - Doppio                   | Tier III  | Marija Šarapova 6–0, 6–1                                    | Mashona Washington                  | Tamarine Tanasugarn Klára Koukalová        | Youlia Fedossova Anikó Kapros Evgenija Lineckaja Nicole Vaidišová         |
| 4 ottobre  | Japan Open Tennis Championships 2004 Tokyo, Giappone Cemento Singolare - Doppio                   | Tier III  | Shinobu Asagoe Katarina Srebotnik 6–1, 6–4                  | Jennifer Hopkins Mashona Washington | Tamarine Tanasugarn Klára Koukalová        | Youlia Fedossova Anikó Kapros Evgenija Lineckaja Nicole Vaidišová         |
| 11 ottobre | Kremlin Cup 2004 Mosca, Russia Cemento (indoor) Singolare - Doppio                                | Tier I    | Anastasija Myskina 7–5, 6–0                                 | Elena Dement'eva                    | Elena Bovina Lindsay Davenport             | Venus Williams Svetlana Kuznecova Vera Zvonarëva Francesca Schiavone      |
| 11 ottobre | Kremlin Cup 2004 Mosca, Russia Cemento (indoor) Singolare - Doppio                                | Tier I    | Anastasija Myskina Vera Zvonarëva 6–3, 4–6, 6–2             | Virginia Ruano Pascual Paola Suárez | Elena Bovina Lindsay Davenport             | Venus Williams Svetlana Kuznecova Vera Zvonarëva Francesca Schiavone      |
| 11 ottobre | Tashkent Open 2004 Tashkent, Uzbekistan Cemento Singolare - Doppio                                | Tier IV   | Nicole Vaidišová 5–7, 6–3, 6–2                              | Virginie Razzano                    | Anca Barna Meghann Shaughnessy             | Antonella Serra Zanetti Marta Marrero Arantxa Parra Santonja Ol'ga Savčuk |
| 11 ottobre | Tashkent Open 2004 Tashkent, Uzbekistan Cemento Singolare - Doppio                                | Tier IV   | Adriana Serra Zanetti Antonella Serra Zanetti 1–6, 6–3, 6–4 | Marion Bartoli Mara Santangelo      | Anca Barna Meghann Shaughnessy             | Antonella Serra Zanetti Marta Marrero Arantxa Parra Santonja Ol'ga Savčuk |
| 18 ottobre | Open di Zurigo 2004 Zurigo, Svizzera Cemento Singolare - Doppio                                   | Tier I    | Alicia Molik 4–6, 6–2, 6–3                                  | Marija Šarapova                     | Patty Schnyder Elena Dement'eva            | Paola Suárez Nadia Petrova Venus Williams Ai Sugiyama                     |
| 18 ottobre | Open di Zurigo 2004 Zurigo, Svizzera Cemento Singolare - Doppio                                   | Tier I    | Cara Black Rennae Stubbs 6–4, 6–4                           | Virginia Ruano Pascual Paola Suárez | Patty Schnyder Elena Dement'eva            | Paola Suárez Nadia Petrova Venus Williams Ai Sugiyama                     |
| 25 ottobre | Generali Ladies Linz 2004 Linz, Austria Cemento (indoor) Singolare - Doppio                       | Tier II   | Amélie Mauresmo 6–2, 6–0                                    | Elena Bovina                        | Jelena Janković Nadia Petrova              | Ai Sugiyama Vera Zvonarëva Meghann Shaughnessy Alina Židkova              |
| 25 ottobre | Generali Ladies Linz 2004 Linz, Austria Cemento (indoor) Singolare - Doppio                       | Tier II   | Janette Husárová Elena Lichovceva 6–2, 7–5                  | Nathalie Dechy Patty Schnyder       | Jelena Janković Nadia Petrova              | Ai Sugiyama Vera Zvonarëva Meghann Shaughnessy Alina Židkova              |
| 25 ottobre | Fortis Championships Luxembourg 2004 Lussemburgo, Lussemburgo Cemento (indoor) Singolare - Doppio | Tier III  | Alicia Molik 6–3, 6–4                                       | Dinara Safina                       | Silvia Farina Elia Anabel Medina Garrigues | Ana Ivanović Dally Randriantefy Květa Peschke Tatiana Golovin             |
| 25 ottobre | Fortis Championships Luxembourg 2004 Lussemburgo, Lussemburgo Cemento (indoor) Singolare - Doppio | Tier III  | Virginia Ruano Pascual Paola Suárez 6–1, 6(1)–7, 6–3        | Jill Craybas Marlene Weingärtner    | Silvia Farina Elia Anabel Medina Garrigues | Ana Ivanović Dally Randriantefy Květa Peschke Tatiana Golovin             |

## Novembre
| Settimana   | Torneo                                                                             | Categoria | Vincitrici                                     | Finaliste                   | Semifinaliste                      | Eliminate ai quarti                                                  |
| ----------- | ---------------------------------------------------------------------------------- | --------- | ---------------------------------------------- | --------------------------- | ---------------------------------- | -------------------------------------------------------------------- |
| 1º novembre | Advanta Championships Philadelphia 2004 Filadelfia, USA Cemento Singolare - Doppio | Tier II   | Amélie Mauresmo 3–6, 6–2, 6–2                  | Vera Zvonarëva              | Marija Šarapova Nadia Petrova      | Venus Williams Alicia Molik Jennifer Capriati Anastasija Myskina     |
| 1º novembre | Advanta Championships Philadelphia 2004 Filadelfia, USA Cemento Singolare - Doppio | Tier II   | Alicia Molik Lisa Raymond 7–5, 6–4             | Liezel Huber Corina Morariu | Marija Šarapova Nadia Petrova      | Venus Williams Alicia Molik Jennifer Capriati Anastasija Myskina     |
| 1º novembre | Bell Challenge 2004 Québec, Canada Cemento (indoor) Singolare - Doppio             | Tier III  | Martina Suchá 7–5, 3–6, 6–2                    | Abigail Spears              | Alina Židkova María Emilia Salerni | Mary Pierce Ľubomíra Kurhajcová Sesil Karatančeva Melanie Gloria     |
| 1º novembre | Bell Challenge 2004 Québec, Canada Cemento (indoor) Singolare - Doppio             | Tier III  | Carly Gullickson María Emilia Salerni 7–5, 7–5 | Els Callens Samantha Stosur | Alina Židkova María Emilia Salerni | Mary Pierce Ľubomíra Kurhajcová Sesil Karatančeva Melanie Gloria     |
| 8 novembre  | WTA Tour Championships 2004 Los Angeles, USA Cemento Singolare - Doppio            | N/A       | Marija Šarapova 4–6, 6–2, 6–4                  | Serena Williams             | Anastasija Myskina Amélie Mauresmo | Lindsay Davenport Elena Dement'eva Svetlana Kuznecova Vera Zvonarëva |
| 8 novembre  | WTA Tour Championships 2004 Los Angeles, USA Cemento Singolare - Doppio            | N/A       | Nadia Petrova Meghann Shaughnessy 7–5, 6–2     | Cara Black Rennae Stubbs    | Anastasija Myskina Amélie Mauresmo | Lindsay Davenport Elena Dement'eva Svetlana Kuznecova Vera Zvonarëva |

## Dicembre
Nessun evento

## Ranking a fine anno
Nelle due tabelle sono presenti le prime venti tenniste di entrambe le specialità a fine stagione.

### Singolare
| #   | Giocatrice                | Punti | Rank. 2003 | /       |
| 1.  | Lindsay Davenport (USA)   | 4.760 | 5          | 4       |
| 2.  | Amélie Mauresmo (FRA)     | 4.546 | 4          | 2       |
| 3.  | Anastasia Myskina (RUS)   | 4.012 | 7          | 4       |
| 4.  | Marija Šarapova (RUS)     | 3.536 | 32         | 28      |
| 5.  | Svetlana Kuznecova (RUS)  | 3.533 | 36         | 31      |
| 6.  | Elena Dement'eva (RUS)    | 3.448 | 8          | 2       |
| 7.  | Serena Williams (USA)     | 3.128 | 3          | 4       |
| 8.  | Justine Henin (BEL)       | 2.884 | 1          | 7       |
| 9.  | Venus Williams (USA)      | 2.400 | 11         | 2       |
| 10. | Jennifer Capriati (USA)   | 2.359 | 6          | 4       |
| 11. | Vera Zvonarëva (RUS)      | 2.299 | 13         | 2       |
| 12. | Nadia Petrova (RUS)       | 2.022 | 12         | Stabile |
| 13. | Alicia Molik (AUS)        | 1.971 | 35         | 22      |
| 14. | Patty Schnyder (CHE)      | 1.638 | 23         | 9       |
| 15. | Elena Bovina (RUS)        | 1.598 | 21         | 6       |
| 16. | Paola Suárez (ARG)        | 1.535 | 14         | 2       |
| 17. | Ai Sugiyama (JPN)         | 1.469 | 10         | 7       |
| 18. | Karolina Šprem (HRV)      | 1.452 | 59         | 41      |
| 19. | Francesca Schiavone (ITA) | 1.403 | 20         | 1       |
| 20. | Silvia Farina Elia (ITA)  | 1.334 | 24         | 4       |

#### Numero 1 del ranking
| Detentrici              | Data inizio    | Data fine         |
| ----------------------- | -------------- | ----------------- |
| Justine Henin (BEL)     | Fine Tour 2003 | 12 settembre 2004 |
| Amélie Mauresmo (FRA)   | 13 settembre   | 17 ottobre        |
| Lindsay Davenport (USA) | 18 ottobre     | Fine Tour 2004    |